# Ryan Murphy (svømmer)
Ryan Murphy (født 2. juli 1995) er en amerikansk konkurrencesvømmer, der har specialiseret sig i rygsvømning.
Han repræsenterede USA i sommer-OL 2016 i Rio de Janeiro, hvor han vandt tre guldmedaljer.
Han repræsenterede USA ved Sommer-OL 2024 i Paris i 4×100 meter medley stafet mixed, hvor holdet vandt guldmedalje.